# حمزه السمومی
حمزه السمومی (انگلیسی: Hamza Semmoumy؛ زادهٔ ۱۳ نوامبر ۱۹۹۲) بازیکن فوتبال اهل مراکش است.
از باشگاه‌هایی که در آن بازی کرده‌است می‌توان به باشگاه فوتبال الفتح اشاره کرد.